# جين ماري ستاين
جين ماري ستاين (بالإنجليزية: Jean Marie Stine)‏ (1945 في الولايات المتحدة)؛ روائية أمريكية.

## روابط خارجية
- جين ماري ستاين على موقع IMDb (الإنجليزية)